# Svetozar Pribićević
Svetozar Pribićević (1875. október 26. – 1936. szeptember 15.) horvátországi szerb politikus, aki Ausztria-Magyarországban a délszláv eszme és a föderalizált délszláv állam egyik fő támogatója volt. A Szerb–Horvát–Szlovén Királyság, majd később Jugoszlávia létrejötte után azonban keserű ellenfele lett annak a politikának, amelyet I. Sándor király képviselt.

## Ifjúkora
Pribićević az akkor Ausztria-Magyarországhoz tartozó Kostajnicán született 1875-ben szerb nemzetiségű családban. Fiatalon matematikát és fizikát tanult Zágrábban. 1897-ben más fiatal, politikailag aktív horvátokhoz és szerbekhez csatlakozott a Narodna misao című folyóirat szerkesztésében, azzal az eszmével, hogy a horvátok és a szerbek egy nemzet, és hogy együtt kell működniük a horvát politikában. 1903-ban átvette a Szerb Népi Független Párt (Srpska narodna samostalna stranka) vezetését. 1905-ben pártjával támogatta a zárai határozatot, amellyel a függetlenek azt javasolták, működjenek hogy együtt az arra hajlandó horvát politikai pártokkal (és a fiumei határozat aláíróival) egy új, határozottabb horvát politika kialakítása érdekében a magyar és az osztrák kormánnyal szemben.
1906 és 1918 között a horvát–szerb koalíciót vezette amely a két korábbi határozat politikai szüleménye volt. Ebben az időszakban a koalíció uralta a horvát politikát. A koalíciót ereje és jugoszláv államalapításra való törekvése az osztrák és magyar hatóságok megsemmisítési kísérleteinek célpontjává tette. Az 1909-es hazaárulási per (amelyben a zágrábi bíróság 53 szerbet, köztük testvéreit, Valerijant és Adamot vádolta meg hazaárulással) és a Friedjung-per (amelyben Pribićević és a koalíció más tagjai perelték be rágalmazásért Heinrich Friedjung osztrák történészt az ugyanabban az évben a Reichspostban írt több cikke alapján) volt a legnyilvánvalóbb bizonyíték e hadjáratokra. 1910-ig Pribićević Frano Supilóval közösen vezette a koalíciót, ám Supilo még abban az évben kilépett a koalícióból, és Pribićević ettől kezdve egyedül vezette azt.

## A Szerb-Horvát-Szlovén Királyság létrehozása
1918-ban a horvát Szábor meghatározó pártjának, a Horvát-Szerb Koalíciónak vezetője volt. Amikor az Osztrák-Magyar Monarchia az első világháborús vereség következtében összeomlott, és a Szábor megszavazta, hogy csatlakozzon a monarchia délszláv régiói által alkotott államhoz a Szlovén–Horvát–Szerb Államhoz, Pribićević a Szlovének, Horvátok és Szerbek Nemzeti Tanácsának alelnökeként egyike lett az új állam vezetőinek. Mivel Olaszország az új állam isztriai területének egy részét és Dalmácia tengerparti részeit elfoglalta, felszólította a tanácsot, hogy haladéktalanul törekedjen Szerbiával való egyesülésre. Ebben különösen erős támogatást kapott a dalmát küldöttek részéről. November 27-én reggel a Nemzeti Tanács küldöttsége Belgrádba indult, és néhány nappal később hivatalosan is létrehozták az új államot, a Szerb-Horvát-Szlovén Királyságot.
Az új állam belügyminisztere Svetozar Pribićević lett. Ebben a szerepében tekintélyelvű politikát folytatott, hisz az unió megőrzéséhez szigorú központosított rendszerre volt szükség. Pribićević horvát-szerb koalíciója feloszlott. Tagjai gyorsan összeolvadtak az egykori Ausztria-Magyarország más részeiből származó politikai csoportosulásokkal. Ezzel megkezdődtek a tárgyalások Pašić radikálisaival, de a tárgyalások gyorsan meghiúsultak. Ehelyett a szerb ellenzékhez (beleértve Ljubomir Davidović pártját is) csatlakoztak, hogy létrehozzanak egy blokkot, amely az Alkotmányozó Nemzetgyűlés megválasztásáig parlamentként látta el az Ideiglenes Képviseletet. Ez a blokk maga is párttá alakult, amely 1920-ban felvette a Demokrata Párt nevet. Annak ellenére, hogy a párt vezetője Ljubomir Davidović volt, Pribićevićnek legalább annyi, ha nem több befolyása volt a párt politikájára. Az alkotmányozó nemzetgyűlési választásokon azonban a Demokrata Párt lényegesen rosszabbul szerepelt a volt osztrák-magyar régiókban, ami meggyengítette Pribićević párton belüli befolyását. A pártnak azonban a radikálisokkal szövetségben sikerült elérnie, hogy az új alkotmány olyan központosított formát kapjon, amelyet Pribićević akkoriban támogatott.
1920 januárjában Pribićević titkos találkozót folytatott Đuro Basaričekkel, a Horvát Parasztpárt képviselőjével. Basariček elmondta Pribićevićnek, hogy ha választásokat tartanak az ideiglenes képviseletre, akkor a parasztpárt nemcsak vesz részt a választásokon, hanem az alkotmányozó nemzetgyűlés előkészítésében is részt vesz. Sándor király azonban megtagadta a rendelet aláírását. Bár Pribićević jó viszonyban maradt a királlyal, ezen a ponton veszítette el a hitét Sándor politikájában. 1921 decemberében a radikálisok kormányválságot provokáltak, és a belügyminiszteri tárcát követelték. A Demokrata Párt ezt ugyan elutasította, de a képviselői frakció ülésén titkos szavazással mégis menesztették Pribićevićet a belügyminiszter posztjáról és oktatási miniszter lett. A választásokat ebben az időszakban a választópolgárok rendőri zaklatása és röpiratok elkobzása zavarta, és ez a fajta választási csalás a Demokrata Párt sikerét is befolyásolta. Ezenkívül néhány ellenzéki vezetőt, például Stjepan Radićot hazaárulás vádjával bebörtönöztek, ez azonban méginkább mozgósította Radić szavazóbázisát.

## Független demokraták, börtön, száműzetés és halál
1924-ben egy új párt, a Független Demokrata Párt megalapításával Pribićević frakciója véglegesen szakított a Demokrata Párttal. Amikor Nikola Pašić és Stjepan Radić 1925-ben megállapodott, amely ideiglenesen megnyugtatta a Horvát Parasztpártot, Pribićević átállt az ellenzékbe, és arra a következtetésre jutott, hogy a radikálisok korábbi támogatása csak a szerb uralom erősítését segítette. Az 1927-es választások után a Független Demokraták és a Horvát Parasztpárt egyaránt ellenzékbe került, majd a paraszt-demokrata koalíció (Seljačko-demokratska koalicija, SDK) létrehozása mellett döntött.
A Radićcsal kötött koalícióban Pribićević a centralizmus szószólójából annak ellenfelévé vált,[16] és 1928 tavaszán Pribićević és Radić keserű parlamenti csatát vívott az Olaszországgal kötött nettunói szerződés ratifikálása ellen. 1928 folyamán Radićot és Pribićevićet egyre gyakrabban fenyegették halállal, és társaikat is megfenyegették. Halálos fenyegetéseket a belgrádi rezsim sajtója (például a Velja Vukičević miniszterelnökhöz közeli Jedinstvóban többször is) is leközölte azzal a magyarázattal, hogy az államalapok ellen dolgoznak. Akkoriban az országgyűlés ülésein is előfordult, hogy Radićot, Pribićevićet és társaikat is halállal fenyegették, de sem az országgyűlés vezetése, sem más tényezők nem tettek semmit e fenyegetések súlyosságának kivizsgálása vagy megakadályozása érdekében. A feszültség 1928. június 20-án az országgyűlésben elkövetett gyilkos merénylettel tetőzött. Pribićević éppen az országgyűlésben volt, amikor Puniša Račić a Szerb Radikális Párt képviselője revolverlövésekkel megölte Đura Basariček és Pavle Radić horvát parasztpárti képviselőket, halálosan megsebesítette Stjepan Radićot, valamint megsebesítette Ivan Granđát és Ivan Pernart. Pribićević éppen Stjepan Radić mellett ült, de őt nem találták el.
1929. január 6-án a király bevezette a diktatúrát, Pribićevićet pedig két évre internálták a hatóságok a szerbiai Bruszba, majd végül 1931-ben egészségügyi problémái lehetővé tették, hogy szabadlábra helyezzék és kivándoroljon.
Párizsban 1933-ban adta ki a "Sándor király diktatúrája" (La dictature du roi Alexandre) című könyvét, amelyben bírálta Sándort, és őt okolta Jugoszlávia 1918 óta tartó politikai zűrzavarokért. Támogatta Jugoszlávia szövetségi és köztársasági struktúrájú újraszervezését. Ugyanebben az évben írt egy „szerbekhez írt levelet” is, amelyben a szerbek és a horvátok között a két nemzet egyenjogúságán alapuló megegyezést szorgalmazta, kijelentve, hogy „bármilyen más út és megoldás örök súrlódást, kölcsönös konfliktusokat, háborúkaz okozna, amelyek végül mindkét nemzet számára katasztrofálisan végződnének" (svaki drugi put i rješenje značilo bi vječite trzavice, međusobne sukobe i ratove, koji bi se na kraju katastrofalno završili za oboje). 1933 májusában Pribićević megbeszélést folytatott Branimir Jelicskel és Stjepan Radić legidősebb fiával, Vlatkóval. 1936-ban prágai száműzetésben halt meg.

## Fordítás
Ez a szócikk részben vagy egészben  a   Svetozar Pribićević című angol Wikipédia-szócikk ezen változatának fordításán alapul.  Az eredeti cikk szerkesztőit annak laptörténete sorolja fel. Ez a jelzés csupán a megfogalmazás eredetét és a szerzői jogokat jelzi, nem szolgál a cikkben szereplő információk forrásmegjelöléseként.